# Carl Maria von Weber
Carl Maria von Weber   (Eutin, d. 18 de desembre de 1786 - Londres, 5 de juny de 1826) va ser un compositor, director d'orquestra, pianista virtuós, guitarrista i crític alemany del primer període romàntic. Més conegut per les seves òperes, va ser una figura crucial en el desenvolupament de l'òpera romàntica alemanya.
Al llarg de la seva joventut, el seu pare, Franz Anton von Weber, va traslladar sense descans la família entre Hamburg, Salzburg, Freiberg, Augsburg i Viena. En conseqüència, va estudiar amb molts professors —el seu pare, Johann Peter Heuschkel, Michael Haydn, Giovanni Valesi, Johann Nepomuk Kalcher i Georg Joseph Vogler—, sota la supervisió dels quals va compondre quatre òperes, cap de les quals ha sobreviscut completament. Va tenir una modesta producció de música no operística, que inclou dues simfonies, dos concerts i un concertino per a clarinet i orquestra, un concert per a fagot, un concertino per a trompa, dos concerts i un Konzertstück per a piano i orquestra, peces per a piano com Invitació a la dansa; i moltes peces que comptaven amb el clarinet, escrites generalment per al virtuós clarinetista Heinrich Baermann.
Les seves òperes madures —Silvana (1810), Abu Hassan (1811), Der Freischütz (1821), Die drei Pintos ( comp. 1820–21), Euryanthe (1823), Oberon (1826)— van tenir un gran impacte en els compositors alemanys posteriors, incloent-hi Marschner, Meyerbeer i Wagner⁣; les seves composicions per a piano van influir en les de Mendelssohn, Chopin i Liszt. La seva obra més coneguda, Der Freischütz, encara avui és una de les òperes alemanyes més significatives.

## Biografia i carrera

### Infància
Carl Maria Friedrich Ernst von Weber va néixer cap al 18 de novembre de 1786 a Eutin, bisbat de Lübeck. Era el més gran dels tres fills de Franz Anton von Weber i de la seva segona esposa, Genovefa Weber, una cantant vienesa. Va ser batejat catòlic el 20 de novembre de 1786 amb el nom de Carl Friedrich Ernst; el segon nom alternatiu Maria va aparèixer més tard. El seu germà i la seva germana van morir en la infància. Tots dos pares eren catòlics i originàriament provenien de l'extrem sud d'Alemanya. El "von" era una afectació del seu pare, que no era un aristòcrata i que afirmava descendir d'una família noble del sud d'Alemanya que ja estava extingida en aquell moment.
L'abril de 1779, Franz Anton havia estat nomenat director de l'orquestra del príncep-bisbat Eutin, que, però, es va dissoldre el 1781 a causa de les retallades de despeses. Després va ocupar el càrrec de director musical municipal d'Eutin. Insatisfet amb aquest càrrec, va dimitir el 1787 i va fundar una companyia de teatre a Hamburg. Després d'una breu estada a Viena, es va unir a la companyia de teatre de Johann Friedrich Toscani (marit d'⁣Elisabeth Toscani) i Peter Carl Santorini, que va actuar a Kassel, Marburg i Hofgeismar. Va intentar repetidament establir una empresa perdurable pròpia, però només va tenir èxit intermitent.
El germanastre de Franz Anton, Franz Fridolin, es va casar amb Cäcilia Stamm i va tenir quatre filles: Josepha, Aloysia, Constanze i Sophie, i totes elles es van convertir en cantants notables. Wolfgang Amadeus Mozart va intentar cortejar Aloysia, component diverses peces per a ella. Després que ella va rebutjar els seus avenços, Mozart es va casar amb Constanze; així l'esposa de Mozart era cosina de Carl Maria von Weber.
Un violinista dotat, Franz Anton tenia l'ambició de convertir Weber en un nen prodigi com Mozart. Weber va néixer amb un trastorn congènit al maluc i no va començar a caminar fins que tenia quatre anys. Però aleshores, ja era un cantant i pianista capaç.

### Educació
Franz Anton va donar a Weber una educació integral, que sovint es veia interrompuda pels trasllats de la família. El 1796, Weber va continuar la seva educació musical a Hildburghausen, on va ser instruït per l'oboista Johann Peter Heuschkel. Després de traslladar-se a Salzburg a la tardor de 1797, Weber va estudiar des de 1798 amb Michael Haydn, germà petit del més conegut Joseph Haydn, que va acceptar ensenyar a Weber gratuïtament.
El seu temps a Salzburg va ser eclipsat per la mort de la seva mare Genovefa, que va sucumbir a la tuberculosi el 13 de març de 1798, i la de la seva germana Antonetta d'un any el 29 de desembre de 1798 a Múnic. Després de la mort de la mare, la seva tia paterna Adelaide es va fer càrrec d'ell.
Una visita a Joseph Haydn a Viena, presumiblement amb l'esperança d'aconseguir un ensenyament avançat, va ser infructuosa. A la tardor de 1798, Weber es va traslladar a Múnic on va estudiar cant amb Johann Evangelist Wallishauser i composició amb Johann Nepomuk Kalcher, que va supervisar la primera òpera de Weber, Die Macht der Liebe und des Weins (El poder de l'amor i del vi). Com les seves altres composicions d'aquella època, aquesta òpera es va perdre. Sis fughettas per a piano de Weber, de dotze anys, es van publicar a Leipzig.
El 1801, la família va tornar a Salzburg, i Weber va tornar a estudiar amb Michael Haydn. Weber va compondre la tercera òpera Peter Schmoll und seine Nachbarn (Peter Schmoll i els seus veïns) que el seu mestre va aprovar. Després d'una gira de concerts el 1802, els Weber van tornar a Augsburg, on es creu que es va estrenar aquesta òpera.
A mitjans de 1803, Weber va continuar els seus estudis a Viena amb l'abat Vogler, fundador d'importants escoles de música a Mannheim, Estocolm i Darmstadt. Un altre alumne famós de Vogler a Darmstadt va ser Jakob Meyer Beer, més tard conegut com a Giacomo Meyerbeer, que es va convertir en un amic íntim de Weber. A les cartes s'adreçaven entre ells com "germà".

### Primers anys de carrera 1804–1810

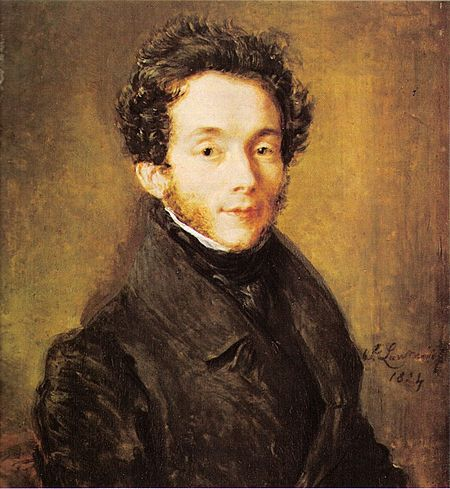
Carl Maria von Weber (1814) Pintura de Thomas Lawrence

Vogler va recomanar Weber, de 17 anys, per al càrrec de director de l'⁣Òpera de Breslau el 1804. A Weber li van oferir i va acceptar el càrrec. Va intentar reformar l'òpera jubilant cantants més vells, ampliant l'orquestra i abordant un repertori més exigent. El seu treball ambiciós i dedicat com a director de l'orquestra va ser reconegut, tot i que sovint es criticaven els seus tempos per ser massa ràpids. Com que la rutina diària no deixava prou temps per al seu propi treball creatiu, Weber no va buscar prorrogar el seu nomenament de dos anys.
Després d'un interludi a la cort del duc Eugeni de Württemberg, que residia a Silèsia, Weber va servir de 1807 a 1810 a Stuttgart com a secretari privat del duc Lluís, germà del rei Frederic I de Württemberg. El temps de Weber a Württemberg va estar plagat de problemes. Va caure profundament en deutes i es va enredar en les manipulacions financeres del seu patró, per exemple, la venda de confirmacions de servei ducal que eximien el comprador del servei militar. Weber va ser arrestat i acusat de malversació i suborn. Com que podia desmentir les al·legacions, el cas es va sotmetre al dret civil per evitar comprometre el manipulador de fet, el germà del rei. Weber va acceptar pagar les despeses (l'últim pagament es va fer el 1816) i va ser desterrat de Württemberg juntament amb el seu pare.
De Praga, Weber va anar a Dresden, on va ocupar el mateix lloc de director d'orquestra. Ací va insistir amb l'òpera, i va realitzar diverses composicions d'aquest gènere. Més avant es va posar a treballar en la seua òpera més famosa, Der Freischütz (El caçador furtiu), que va acabar a mitjan 1820. Es va estrenar amb un èxit triomfal a Berlín l'any següent. També a Viena i a Dresden l'obra va obtenir un gran èxit. Tanmateix, les condicions econòmiques de Weber en el seu treball no van millorar. Tot i això, no va acceptar ofertes més avantatjoses en altres ciutats, ja que va voler ser fidel als seus compromisos. Va escriure una segona òpera, Euryanthe, que també va recollir una gran èxit (1823), i va compondre moltes altres de les seues obres.
Weber va ser prolífic com a compositor durant aquest període, escrivint una quantitat de música religiosa, principalment per a la missa catòlica. Això, però, li va valer l'hostilitat dels conservadors que treballaven pel restabliment del cant tradicional en la litúrgia. A la seva biografia de Weber, Warrack assenyala que Weber era un guitarrista consumat. Va ser en aquest any quan es va imprimir la seva primera cançó amb acompanyament de guitarra, Liebeszauber. Algunes de les seves cançons més originals i innovadores van ser escrites durant els anys següents, com Er an Sie (1808) i Was zieht zu deinem Zauberkreise (1809).

### Carrera posterior 1810–1826
El 1810, Weber va visitar diverses ciutats d'Alemanya; El 1811 va ser un any clau en la seva carrera quan va conèixer i treballar amb el clarinetista de la cort de Múnic Heinrich Baermann i va compondre el Concertino en mi ♭ major, op. 26, J. 109, i els dos concerts J. 114 i J. 118 per a ell; del desembre de 1811 al març de 1812, Weber va fer una gira amb Baermann tocant les obres per a clarinet, i van ser alguns dels últims concerts d'aquesta gira els que van canviar les opinions del públic, dels crítics i de la reialesa sobre l'obra de Weber, i el van ajudar a muntar una actuació reeixida de <i id="mwtw">Silvana</i> a Berlín més tard aquell any.

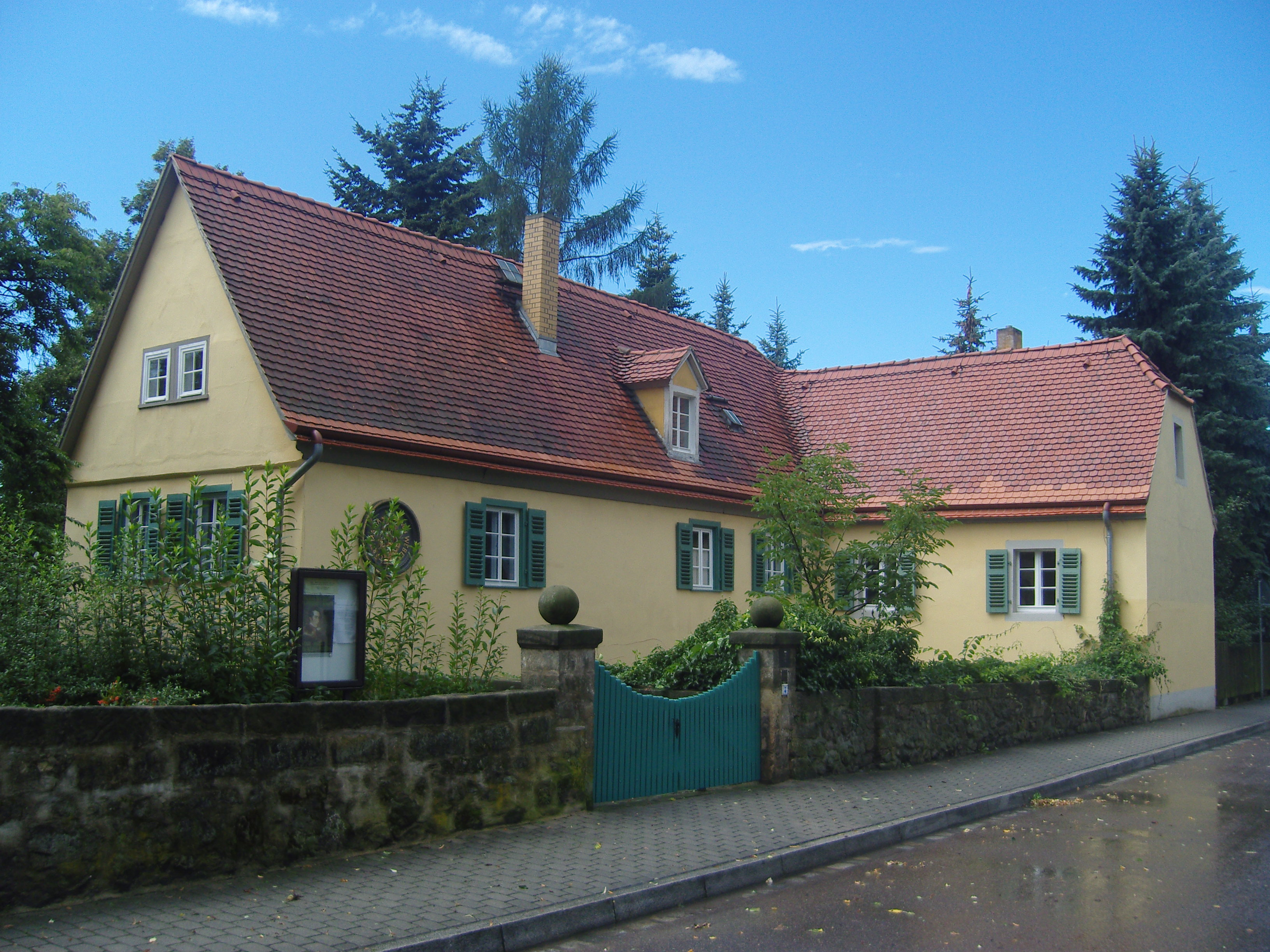
Casa d'estiueig de Weber (1818–1824) prop de Dresden; el Museu Carl Maria von Weber

Del 1813 al 1816, fou director de l'Òpera de Praga; de 1816 a 1817 va treballar a Berlín, i a partir de 1817 va ser director de la prestigiosa Òpera de Dresden, treballant intensament per establir una òpera alemanya, com a reacció a l'⁣òpera italiana que dominava el panorama musical europeu des del segle XVIII. En aquest esforç es va inspirar en els ideals del període Sturm und Drang, i també en la col·lecció de cançons populars alemanyes Des Knaben Wunderhorn d'⁣Arnim i Brentano. Va ser l'any 1816 quan va escriure el Duet op. 38 per a guitarra i piano, possiblement inspirat en obres similars impreses a Viena per compositors com Hummel i Diabelli. El 4 de novembre de 1817 es va casar amb Caroline Brandt, una cantant que va crear el paper principal de Silvana. El 1819, va escriure potser la seva peça per a piano més famosa, Invitation to the Dance.

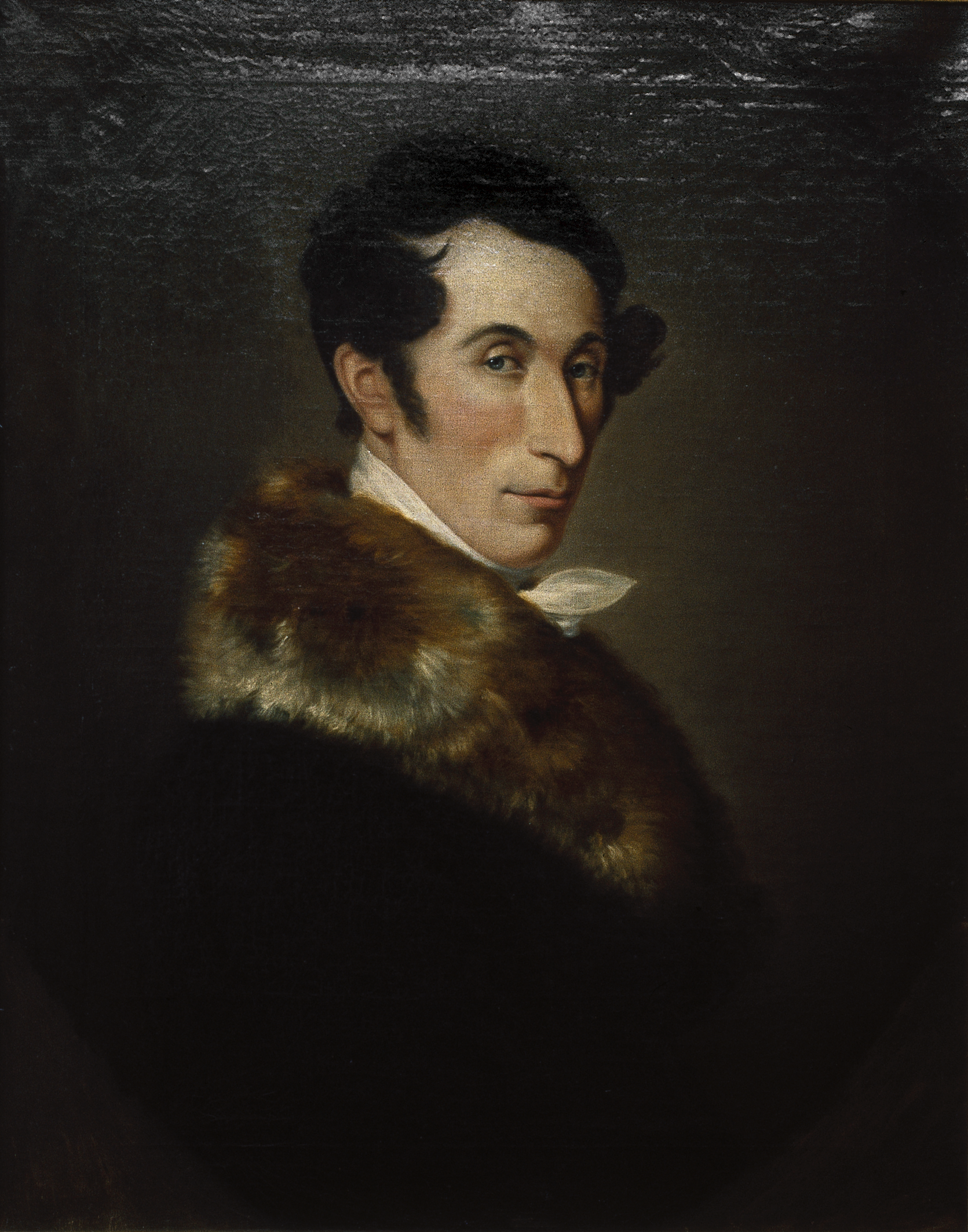
Carl Maria von Weber (1825) Retrat de Ferdinand Schimon, Dresden, Städtische Galerie

L'estrena reeixida de Der Freischütz el 18 de juny de 1821 a Berlín va donar lloc a actuacions per tot Europa. El mateix matí de l'estrena, Weber va acabar el seu Konzertstück en fa menor per a piano i orquestra, i el va estrenar una setmana després.
El 1823, Weber va compondre la seva primera (i única) òpera de llarga durada Euryanthe amb un llibret d'⁣Helmina von Chézy, diversos passatges dels quals (sobretot la música per a la parella malvada Lysiart i Eglantine) anticipen les primeres òperes romàntiques de Richard Wagner. El 1824, Weber va rebre una invitació de The Royal Opera, Londres, per compondre i produir Oberon, basat en el poema homònim de Christoph Martin Wieland. Weber va acceptar la invitació i el 1826 va viatjar a Anglaterra per acabar l'obra i dirigir l'estrena el 12 d'abril.
Weber ja patia de tuberculosi quan va visitar Londres. Va dirigir l'estrena i dotze representacions amb entrades exhaurides d'Oberon a Londres durant abril i maig, i malgrat la seva salut que es deteriorava ràpidament, va continuar complint amb els compromisos per a concerts privats i beneficis.
Va morir en el son durant la nit del 5 de juny de 1826 a casa del seu bon amic i amfitrió Sir George Smart⁣; tenia 39 anys. Va ser enterrat a Londres.
Divuit anys més tard, el desembre de 1844, les seves despulles van ser traslladades a la sepultura familiar del cementiri antic catòlic de Dresden al costat del seu fill petit Alexander, que als 19 anys havia mort set setmanes abans de xarampió. La làpida senzilla, dissenyada per Gottfried Semper, es troba contra el mur del límit nord. Wagner va compondre un elogi "An Weber's Grabe" WWV 72 per al reenterrament. La peça per a cor masculí a capella es va estrenar el 16 de desembre de 1844 a Dresden. Per a aquesta ocasió Wagner també va compondre Funeral Music for Winds basat en temes de "Euryanthe" de Weber, WWV 73.
L'òpera còmica inacabada de Weber Die drei Pintos (Els tres pintos) va ser donada originalment per la seva vídua a Meyerbeer perquè la completés; finalment va ser completada per Gustav Mahler, que va dirigir la primera actuació a Leipzig el 20 de gener de 1888.

## Òperes
- Die Macht der Liebe und des Weins (El poder de l'amor i del vi, 1798)
- Das Waldmädchen (La noia del bosc, 1800)
- Peter Schmoll und seine Nachbarn (Peter Schmoll i els seus veïns, 1802)
- Rübezahl (1804; inacabada)
- Silvana (1810)
- Abu Hassan (1811)
- Der Freischütz (El caçador furtiu, 1821)
- Die drei Pintos (1821; incompleta, acabada per Gustav Mahler)
- Euryanthe (1823)
- Oberon (1826)

## Altres
- Concert per a clarinet núm. 1
- Concert per a clarinet núm. 2